# 木部暢子
木部 暢子（きべ のぶこ、1955年-　）は、日本の方言学者、人間文化研究機構長。

## 人物・来歴
福岡県出身。1978年九州大学文学部文学科国語国文科卒、80年同大学院文学研究科修士課程修了、純真女子短期大学助手、1981年講師、1985年福岡女学院短期大学講師、1988年鹿児島大学法文学部助教授、99年教授、2006- 2010年学部長、2010年国立国語研究所教授、2021年特任教授、2022年人間文化研究機構機構長。
98年「西南部九州方言アクセントの研究」で九大文学博士。。
南九州をはじめとする日本各地の方言アクセント・音韻を研究するほか、方言の記録・保存にも取り組む。

## 著書
- 『西南部九州二型アクセントの研究』勉誠出版 2000
- 『じゃっで方言なおもしとか そうだったんだ!日本語』岩波書店 2013

### 共著編
- 『方言をしらべよう 郷土の研究 8 九州地方』指導 福武書店 1990
- 『方言の形成』小林隆,高橋顕志,安部清哉,熊谷康雄共著 岩波書店 シリーズ方言学 2008
- 『日本語アクセント入門』松森晶子,新田哲夫,中井幸比古共編著 三省堂 2012
- 『アジアの人びとの自然観をたどる』小松和彦,佐藤洋一郎共編 勉誠出版 2013
- 『方言学入門』竹田晃子,田中ゆかり,日高水穂,三井はるみ共編著 三省堂 2013
- 『災害に学ぶ 文化資源の保全と再生』編 勉誠出版 2015
- 『音韻史 (シリーズ日本語史 1)』高山倫明,松森晶子, 早田輝洋, 前田広幸共著. 岩波書店, 2016.1
- 『はじめて学ぶ方言学 ことばの多様性をとらえる28章』井上史雄共編著. ミネルヴァ書房, 2016.3
- 『鹿児島県甑島方言からみる文法の諸相』窪薗晴夫,高木千恵共編. くろしお出版, 2019.2
- 『明解方言学辞典』編. 三省堂, 2019.4
- 『フィールドと文献からみる日琉諸語の系統と歴史』林由華, 衣畑智秀共編. 開拓社, 2021.9
- 『日本語の格表現』竹内史郎,下地理則共編. くろしお出版, 2022.3

## 論文
- Cinii

## 注
1. ↑  “人事、文部科学省”. 日本経済新聞 (2022年3月26日). 2022年3月31日閲覧。
2. ↑  研究者情報